# Martin Møller
Martin Troels Møller (* 18. Mai 1980 in Næstved) ist ein dänisch-grönländischer Biathlet und Skilangläufer.

## Leben
Martin Møller wurde in Dänemark geboren und zog im Alter von neun Jahren mit seiner Familie ins grönländische Aasiaat. Dort lernte er das Skifahren und als Jugendlicher zog er nach Norwegen, wo er ein Skigymnasium besuchte. Anschließend studierte er Ingenieurswesen an der Universität Trondheim. 2003 lernte er bei einem Rennen in Schweden die grönländische Langläuferin und Biathletin Johanne Nive Mikkelsen kennen, die er später heiratete und mit der er anschließend zwei Töchter bekam. 2007 beendeten beide ihre Skikarriere vorerst, um sich auf das Studium in Norwegen konzentrieren zu können. Anschließend zogen sie nach Nuuk. 2012 setzte Martin Møller seine Karriere fort. Nebenher arbeitete er als Ingenieur für Nukissiorfiit, gab die Arbeit aber 2015 auf, um sich auf seine Sportkarriere konzentrieren zu können.

## Langlauf
Møller begann seine internationale Langlaufkarriere mit siebzehn Jahren im Januar 1998 bei den Juniorenweltmeisterschaften in Pontresina mit Rang 47 im 10-Kilometer-Rennen und Rang 85 über 30 Kilometer. Schon ein Jahr später bildete er zusammen mit den im Schnitt zehn Jahre älteren Jes Knudsen, Rasmus Jensen und Michael Binzer die dänische Mannschaft bei den Nordischen Skiweltmeisterschaften 1999. Dabei erzielte er mit Platz 67 sein bestes Ergebnis auf der längeren Strecke. Auch bei den Juniorenweltmeisterschaften trat er 1999 wieder an, ebenso wie ein Jahr darauf. Im Jahr 2000 gelang ihm dort über 10 Kilometer mit Platz 19 eines seiner besten Ergebnisse. Bei seiner zweiten Weltmeisterschaftsteilnahme 2003 lief er nur im Sprint und hatte dabei sein bestes Einzelergebnis bei einer Weltmeisterschaft mit Platz 47. Im Teamsprint zusammen mit Sebastian Sørensen erreichte er zwei Jahre später mit Platz 20 seine beste Platzierung bei Weltmeisterschaften überhaupt, im Sprint bestätigte er als 49. sein Ergebnis von 2003.
Sein Debüt im Langlauf-Weltcup hatte Møller schon im März 2000 beim Weltcup-Finale am Osloer Holmenkollen beim 10-Kilometer-Rennen mit Platz 62 gegeben. Es folgten drei Rennen in der Saison 2000/2001 mit Platz 55 als bestes Ergebnis. Danach pausierte er bis zur Saison 2003/2004, in der er zehnmal am Start war und mit Platz 23 gemeinsam mit Jonas Thor Olsen beim Teamsprint in Düsseldorf das beste Resultat seiner Karriere im Weltcup erlief. Die weiteren Ergebnisse lagen zwischen Platz 45 und 71. In der Folgesaison 2004/2005, seiner bisher letzten im Weltcup, lagen seine Platzierungen ebenfalls in diesem Bereich mit drei Ausrutschern nach unten, aber einmal auch beim Sprint mit Platz 26 im Punktebereich, erneut in Düsseldorf. Dabei ließ er unter anderem den damals amtierenden Gesamtweltcupsieger Axel Teichmann und René Sommerfeldt hinter sich. Seit 1998 startet auch bei FIS-Rennen, meistens über die kürzeren 10- oder 15-Kilometer-Distanzen. Zehn Ergebnisse unter den besten 30, davon fünf in den Top 20 und ein sechster Platz in Geilo stehen in dieser Kategorie für ihn zu Buche. Als Skilangläufer bei Veranstaltungen der FIS startet er für Dänemark, sonst für Grönland.
Neben seinen Starts im Weltcup bestreitet Møller erfolgreich Langdistanzrennen auf Skiern. 2001 und 2003 gewann er das Arctic Circle Race auf Grönland, 2005 war er Dritter und 2006 Zweiter hinter seinem Landsmann Øystein Slettemark. 2011 belegte er erneut den zweiten Platz und gewann das Rennen anschließend sieben Mal in Folge von 2012 bis 2018. 2019 und 2023 wurde er jeweils Zweiter. 2020 bis 2022 fand das Rennen nicht statt.
Bei den Olympischen Winterspielen 2014 in Sotschi gehörte er dem dänischen Team an. Im Skilanglauf-Sprint landete er auf Rang 54, im Einzel über 18 Kilometer im klassischen Stil auf dem 58. Rang.

## Biathlon
Møller startet auch bei Biathlonwettbewerben und nimmt an Europa- und Weltcuprennen teil. Auch beim Biathlon lief er sein erstes Weltcup-Rennen, einen Sprint, am Holmenkollen in Oslo zum Saisonabschluss 2002, konnte das Rennen aber nicht beenden. Erst zu Beginn der Saison 2005/2006 trat er wieder im Weltcup an und war an allen Stationen im Sprint am Start, zudem bestritt er das Einzel in Hochfilzen. Dort hatte er auch in der Folgesaison im Sprint als 78. sein bestes Weltcup-Ergebnis. 2007 startete er außerdem bei den Weltmeisterschaften in Antholz. Mit Platz 90 im Sprint und 88 im Einzel blieb er im Bereich seiner Weltcup-Resultate. In derselben Saison war er im Europacup aktiv und verfehlte in Forni Avoltri als 32. die Punkteränge nur knapp.
Seit dem Ende seiner aktiven Karriere gehört er zum Betreuerstab des Teams.

## Biathlon-Weltcup-Platzierungen
| Platzierung | Einzel | Sprint | Verfolgung | Massenstart | Staffel | Gesamt |
| ----------- | ------ | ------ | ---------- | ----------- | ------- | ------ |
| 1. Platz    |        |        |            |             |         |        |
| 2. Platz    |        |        |            |             |         |        |
| 3. Platz    |        |        |            |             |         |        |
| Top 10      |        |        |            |             |         |        |
| Punkteränge |        |        |            |             |         |        |
| Starts      | 4      | 15     |            |             |         | 19     |